# Solemyidae
Solemyidae (лат.) — семейство морских двустворчатых моллюсков из отряда солемиид (Solemyida) подкласса первичножаберных.
Раковины радиально или концентрически ребристые, передняя часть створок длиннее задней, макушка опистогирная. Замок беззубый. Связка наружная или наружная и внутренняя. Отпечаток переднего мускула-замыкателя больше, чем заднего, или же, реже, они равны. Мантийная линия цельная.
Представители семейства во взрослом состоянии обитают в грунте, неглубоко зарывшись в него.
Обладают симбиотическими хемоавтотрофными бактериями.
Распространены всесветно.
Семейство известно с нижнего ордовика.
По данным 2013 года, включает 29 видов, не считая вымерших.

## Роды и виды
Семейство включает 2 рода и следующие виды:
- Acharax Dall, 1908[4]
  - Acharax alinae  Métivier & Cosel, 1993
  - Acharax bartschii  (Dall, 1908)
  - Acharax caribbaea  (Vokes, 1970)
  - Acharax clarificata  Dell, 1995
  - Acharax gadirae  Oliver, Rodrigues & Cunha, 2011
  - Acharax grandis  (Verrill & Bush, 1898)
  - Acharax japonica  (Dunker, 1882)
  - Acharax johnsoni  (Dall, 1891)
  - Acharax patagonica  (E. A. Smith, 1885)
  - Acharax prashadi  (Vokes, 1955)
- Solemya Lamarck, 1818[5]
  - Solemya africana  Martens, 1880
  - Solemya atacama  (Kuznetzov & Schileyko, 1984)
  - Solemya australis  Lamarck, 1818
  - Solemya borealis  Totten, 1834
  - Solemya elarraichensis  Oliver, Rodrigues & Cunha, 2011
  - Solemya flava  Sato, Sasaki & Watanabe, 2013
  - Solemya moretonensis  Taylor, Glover & Williams, 2008
  - Solemya notialis  Simone, 2009
  - Solemya occidentalis  Deshayes, 1857
  - Solemya panamensis  Dall, 1908
  - Solemya parkinsonii  E. A. Smith, 1874
  - Solemya pervernicosa  (Kuroda, 1948)
  - Solemya pusilla  Gould, 1861
  - Solemya tagiri  Okutani, Hashimoto & Miura, 2004
  - Solemya terraereginae  Iredale, 1929
  - Solemya togata  (Poli, 1791)
  - Solemya valvulus  Carpenter, 1864
  - Solemya velesiana  Iredale, 1931
  - Solemya velum  Say, 1822
  - Solemya winckworthi  Prashad, 1932